# Cadrema sabroskyi
Cadrema sabroskyi är en tvåvingeart som beskrevs av Nartshuk 2002. Cadrema sabroskyi ingår i släktet Cadrema och familjen fritflugor. Inga underarter finns listade i Catalogue of Life.